# Tramog
Tramog (en tibetano, ཁྲབ་རྨོག; wylie, spra rmog) también conocida por su nombre chino Zhamu (en chino, 扎木镇; pinyin, Zhāmù zhèn) es la sede de gobierno del Condado Bome, una entidad bajo la administración directa de la Prefectura Nyingchi en la Región autónoma del Tíbet, República Popular China. Su área es de 992 km² y su población total para 2019 fue cercana a los 10 mil habitantes.

## Administración
El poblado de Tramog se divide en 11 localidades; 1 comunidad (zona urbana) y 10 aldeas (zona rural).